# Christian Tomuschat
Christian Tomuschat (n. 23 de julio de 1936, en Szczecin, actualmente Polonia), es un jurista alemán, especializado en derecho internacional y que ha desarrollado carrera fungiendo al servicio de la ONU. Sobre todo, se le reconoce por su labor como delegado de Naciones Unidas en la Comisión para el Esclarecimiento Histórico, en Guatemala. Es profesor emérito de Derecho Internacional Público y de Derecho de la Unión Europea en Berlín y es exmiembro del Comité de Derechos Humanos de Naciones Unidas y de la Comisión de Derecho internacional de esta.
Tras recibir un título intermedio en Stuttgart en la década de los 50, se especializó en leyes en Heidelberg y viajó a Francia para estudiar en la Universidad de Montpellier, donde se doctoró en 1970. De 1972 a 1995, ocupó la cátedra de Derecho Público en la Universidad de Bonn. En 1994 encabezó la Comisión para el Esclarecimiento Histórico (CEH) en Guatemala, misión de la ONU para investigar las sistemáticas violaciones a los Derechos Humanos que se suscitaron durante la Guerra Civil de Guatemala y las dictaduras militares, de 1960 a 1996. La creación de la CEH fue ordenada según lo pactado en los Acuerdos de Oslo de 1994 entre el Gobierno de Guatemala y la insurgencia armada para terminar la extensa guerra civil del país, que provocó un estimado de 200,000 personas muertas. Dentro del mandato de la Comisión, llamada también de la "verdad y la reconciliación" por su orientación funcional, estaba investigar las numerosas transgresiones a los Derechos Humanos que padeció la población guatemalteca, y asimismo, informar a los guatemaltecos qué había pasado con exactitud durante las tres décadas de conflicto interno. El reporte final de la Comisión se publicó a principios de 1999, un año luego de que el obispo católico Juan Gerardi presentara un informe análogo, con resultados asimismo similares, responsabilizando al ejército del país de más del 90% de los crímenes perpetrados (Ver, genocidio en Guatemala).
Tomuschat ha recibido un doctorado honorario por la Universidad de Zúrich y ha sido miembro de la academia berlinesa de ciencias. Enseña Derecho Europeo desde 1995 en la Universidad Humboldt de Berlín, siéndole otorgados reconocimientos por parte del gobierno alemán, por su labor académica y en defensa de los Derechos Humanos. En 2008 fungió como uno de los agentes representantes de la República Federal de Alemania contra Italia en un juicio ante la Corte Internacional de Justicia, sobre la presunta violación al principio de soberanía de la jurisdicción de Alemania, con respecto al caso "Ferrini" (tras dictaminar un tribunal de alzada italiano el embargo de un bien inmueble del Estado alemán en Italia a favor de víctimas del nazismo). En junio de 2010, Christian Tomuschat fue nombrado jefe de la ACNUR, con la misión de preparar la aplicación del informe Goldstone sobre la situación de los Derechos Humanos en la Franja de Gaza.